# Натрон
Натро́н (англ. Natron, суахили Natron) — солёное щелочное озеро в области Аруши на севере Танзании, на границе с Кенией. Озеро находится в рифте Грегори, который является восточной частью Восточно-Африканского рифта. Бассейн озера Натрон охраняется международной Рамсарской конвенцией.
Натрон в основном питается рекой Эвасо Нгиро, берущей начало в местности в Северной Кении, богатой минералами. Озеро имеет глубину не больше трех метров и изменяет береговую линию в зависимости от времени года и уровня воды. Озеро максимум доходит до 57 км в длину и 22 км в ширину. Над озером проходит сезонный ливень в мае-декабре и приносит 800 мм осадков. Температура воды в заболоченных местах может достигать 50 градусов по Цельсию, и в зависимости от уровня воды, щёлочность может достигнуть pH фактора от 9 до 10,5.

## Флора и фауна

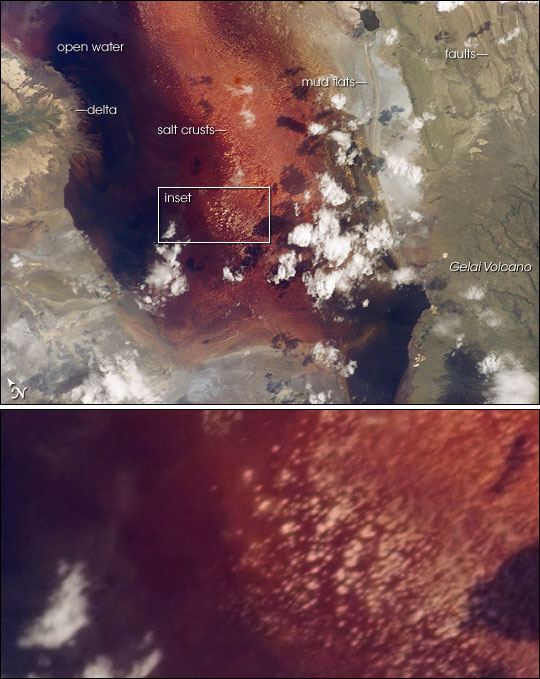
Южная часть озера Натрон

Озеро Натрон покрыто коркой соли, которая периодически окрашивается в красный и розовый цвет. Это результат жизнедеятельности микроорганизмов, которые живут в озере. Озеро является средой обитания миллионов фламинго. Натрон — основное место размножения малого фламинго, до 75 % всемирной популяции этого вида появляется на свет именно здесь. В озере водится два эндемичных вида щелочной тиляпии — Alcolapia latilabris и Alcolapia ndalalani. Вид Alcolapia alcalica также присутствует в озере, но не является эндемиком.

## Экология
Угрозу балансу солёности могут представлять увеличение заиливания притоков водораздела озера Натрон и планируемая гидроэлектростанция на озере Эвасо Нгиро. Хотя планы развития включают строительство плотины в северном конце озера, чтобы содержать пресную воду, угроза растворения солёной части озера всё ещё остается серьёзной. Пока что нет никакой формальной защиты солёной части озера.
Новую угрозу озеру Натрон представляет предложенное развитие завода по производству поташа на его берегах. Завод качал бы воду от озера и извлекал карбонат калия, чтобы преобразовать его в стиральный порошок. Строительство завода обеспечило бы жильём более чем 1000 рабочих завода и угольной электростанции, поставляющей энергию комплексу завода. Кроме того, разработчики могут использовать гибридную артемию, чтобы увеличить эффективность извлечения.
Согласно Крису Мэджину, сотруднику RSPB по Африке, «Шансы малых фламинго на продолжение размножения перед лицом такого погрома на нуле. Такое развитие событий может привести к исчезновению малых фламинго в Восточной Африке». В настоящее время группа, состоящая из пятидесяти восточноафриканских экологов, управляет международной кампанией, имеющей целью остановить запланированное строительство фабрики по производству поташа компании Tata Chemicals Ltd (Индия) и Национальной строительной корпорации Танзании.
В июне 2008 года Tata Chemicals из-за Рамсарской конвенции отказалась возобновлять строительство фабрики.
Из-за уникального биоразнообразия территория «Бассейн озера Натрон» была включена в список заболоченных мест международного значения Рамсарской конвенции 4 июля 2001. Озеро также входит во Всемирный фонд дикой природы региона Восточная Африка.

## Посещение
Около озера расположены многочисленные кемпинги, которые также являются основными пунктами восхождения в гору Ол-Доиньо-Ленгаи.